# Days (album)
Days is het tweede album van de Nederlandse singer-songwriter Tim Knol.

## Opnamen
Kort na het succes van zijn debuutplaat, begonnen Tim Knol en Matthijs van Duijvenbode, keyboardspeler uit zijn liveband, met het schrijven van nieuwe nummers. Het merendeel van de plaat werd in april en mei 2010 geschreven in een vakantiehuisje in Friesland, waar het tweetal verstoken was van televisie, radio en internet. In juni namen Knol en Van Duijvenbode met de rest van de band demo's op op Vlieland, waar met name Anne Soldaat hielp met het uitwerken van bepaalde arrangementen. Hierna het materiaal werd uitgeprobeerd tijdens de clubtour, die Knol hield, in september en oktober. Hierna werden opnamen gemaakt in Osnabrück en in de Studio Sound Enterprise van Frans Hagenaars, waar tevens alle nummers gemixt werden. Groot verschil hierbij was dat dit keer niet werd gekozen voor sessiemuzikanten, maar dat de voltallige liveband van Knol zelf de nummers inspeelde. Eind 2010 waren de opnames van in totaal 15 nummers afgerond. Begin januari speelde Knol diverse nummers van het nieuwe album op Noorderslag en hierna vertrok hij voor een korte tour naar Indonesië. In februari 2011 werd het album afgemixt. Na het mixen werd besloten drie nummers te laten afvallen om zo de plaat terug te brengen tot 12 nummers. Een titel voor de plaat bleef lang op zich wachten, maar uiteindelijk werd gekozen voor Days. Op 16 april 2011 verscheen de eerste single van het album Gonna get there als vinylsingle ter ere van Record Store Day, waarvan Knol tevens ambassadeur is. Op de B-kant van de single stond het nummer What the hell, een van de afvallers van de oorspronkelijke opnames. Op 27 april verscheen er ook een videoclip bij het nummer geregisseerd door Teemong, die ook clips regisseerde van Fresku, Winne, The Opposites, Lucky Fonz III en Go Back to the Zoo. In de clip zijn de hoofdrollen weggelegd voor Knol en Van Duijvenbode. Voorafgaand aan de release van het album, plaatste Knol op de website van het radioprogramma MetMichiel van 3FM, een liveopname van ieder nummer van het album.
Op 20 mei 2011 verscheen het album zowel op cd als op vinylalbum. Voorafgaande aan de officiële release, speelde hij op 19 mei bij De Wereld Draait Door het nummer Gonna get there en 's avonds was er een releaseparty in de vorm van een instoreconcert in platenwinkel Fame in Amsterdam. De uitgave van het album had de vorm van een fotoboekje met een hardcover. In het boekje staan foto's van de diverse bandleden, gemaakt door Jens van der Velde, en handgeschreven teksten van Knol. Achter in het boekje zit de werkelijke cd. Ter promotie van het album worden er drie releaseparty's gehouden op 27 mei in Paradiso in Amsterdam, 28 mei in Manifesto in zijn thuisstad Hoorn en 29 mei in Rotown in Rotterdam. Als tweede single werd gekozen voor het nummer Shallow water. Dit nummer werd verkozen tot 3FM Megahit en bereikte de Tipparade.
Na de promotionele activiteiten rond Days, waaronder een optreden op het hoofdpodium van Pinkpop, een theatertour en een tour door Indonesië besloot Knol een sabbatical te nemen, waardoor het vervolgalbum nog ruim twee jaar op zich liet wachten.

## Muzikanten
- Tim Knol - zang, akoestische gitaar, elektrische gitaar
- Anne Soldaat - elektrische gitaar, zang
- Matthijs van Duijvenbode - Wurlitzer, keyboards, zang
- Jeroen Overman - basgitaar, zang
- Kees Schaper - drums, percussie, zang

### Gastmuzikanten
- Reyer Zwart - strijkersarrangementen
- Marieke de Bruin String Quartet:
  - Marieke de Buin - viool
  - Jacob Plooij - viool
  - Jos Teeken - cello
  - Berdien Vrijland - altviool
- Legacy Horns:
  - Wouter Hakhoff - trompet, bugel
  - Janfie van Strien - baritonsaxofoon, tenorsaxofoon
  - Jos van den Heuvel - trombone
- Patrick Boonstra - achtergrondzang op Gonna get there

## Tracklist
1. Gonna get there (Van Duijvenbode)
2. Days (Knol/Van Duijvenbode)
3. Shallow water (Knol/Van Duijvenbode/Soldaat)
4. A first (Knol/Van Duijvenbode)
5. Fire of love (Knol)
6. 1966 (Knol/Van Duijvenbode)
7. Years (Knol/Van Duijvenbode)
8. Don't expect me too soon (Knol/Van Duijvenbode)
9. Do you leave the light on? (Knol/Van Duijvenbode)
10. Lies (Knol/Van Duijvenbode)
11. Golden days, golden years (Knol/Van Duijvenbode)
12. A simple man (Knol/Van Duijvenbode)

## Hitnotering

### NederlandseAlbum Top 100
| Hitnotering: (Week 1 t/m 13) 28-05-2011 t/m 20-08-2011 Hitnotering: (Week 14) 03-09-2011 Hitnotering: (Week 15 t/m) 26-11-2011 t/m | Hitnotering: (Week 1 t/m 13) 28-05-2011 t/m 20-08-2011 Hitnotering: (Week 14) 03-09-2011 Hitnotering: (Week 15 t/m) 26-11-2011 t/m | Hitnotering: (Week 1 t/m 13) 28-05-2011 t/m 20-08-2011 Hitnotering: (Week 14) 03-09-2011 Hitnotering: (Week 15 t/m) 26-11-2011 t/m | Hitnotering: (Week 1 t/m 13) 28-05-2011 t/m 20-08-2011 Hitnotering: (Week 14) 03-09-2011 Hitnotering: (Week 15 t/m) 26-11-2011 t/m | Hitnotering: (Week 1 t/m 13) 28-05-2011 t/m 20-08-2011 Hitnotering: (Week 14) 03-09-2011 Hitnotering: (Week 15 t/m) 26-11-2011 t/m | Hitnotering: (Week 1 t/m 13) 28-05-2011 t/m 20-08-2011 Hitnotering: (Week 14) 03-09-2011 Hitnotering: (Week 15 t/m) 26-11-2011 t/m | Hitnotering: (Week 1 t/m 13) 28-05-2011 t/m 20-08-2011 Hitnotering: (Week 14) 03-09-2011 Hitnotering: (Week 15 t/m) 26-11-2011 t/m | Hitnotering: (Week 1 t/m 13) 28-05-2011 t/m 20-08-2011 Hitnotering: (Week 14) 03-09-2011 Hitnotering: (Week 15 t/m) 26-11-2011 t/m | Hitnotering: (Week 1 t/m 13) 28-05-2011 t/m 20-08-2011 Hitnotering: (Week 14) 03-09-2011 Hitnotering: (Week 15 t/m) 26-11-2011 t/m | Hitnotering: (Week 1 t/m 13) 28-05-2011 t/m 20-08-2011 Hitnotering: (Week 14) 03-09-2011 Hitnotering: (Week 15 t/m) 26-11-2011 t/m | Hitnotering: (Week 1 t/m 13) 28-05-2011 t/m 20-08-2011 Hitnotering: (Week 14) 03-09-2011 Hitnotering: (Week 15 t/m) 26-11-2011 t/m | Hitnotering: (Week 1 t/m 13) 28-05-2011 t/m 20-08-2011 Hitnotering: (Week 14) 03-09-2011 Hitnotering: (Week 15 t/m) 26-11-2011 t/m | Hitnotering: (Week 1 t/m 13) 28-05-2011 t/m 20-08-2011 Hitnotering: (Week 14) 03-09-2011 Hitnotering: (Week 15 t/m) 26-11-2011 t/m | Hitnotering: (Week 1 t/m 13) 28-05-2011 t/m 20-08-2011 Hitnotering: (Week 14) 03-09-2011 Hitnotering: (Week 15 t/m) 26-11-2011 t/m | Hitnotering: (Week 1 t/m 13) 28-05-2011 t/m 20-08-2011 Hitnotering: (Week 14) 03-09-2011 Hitnotering: (Week 15 t/m) 26-11-2011 t/m | Hitnotering: (Week 1 t/m 13) 28-05-2011 t/m 20-08-2011 Hitnotering: (Week 14) 03-09-2011 Hitnotering: (Week 15 t/m) 26-11-2011 t/m | Hitnotering: (Week 1 t/m 13) 28-05-2011 t/m 20-08-2011 Hitnotering: (Week 14) 03-09-2011 Hitnotering: (Week 15 t/m) 26-11-2011 t/m | Hitnotering: (Week 1 t/m 13) 28-05-2011 t/m 20-08-2011 Hitnotering: (Week 14) 03-09-2011 Hitnotering: (Week 15 t/m) 26-11-2011 t/m | Hitnotering: (Week 1 t/m 13) 28-05-2011 t/m 20-08-2011 Hitnotering: (Week 14) 03-09-2011 Hitnotering: (Week 15 t/m) 26-11-2011 t/m |
| Week: | 1 | 2 | 3 | 4 | 5 | 6 | 7 | 8 | 9 | 10 | 11 | 12 | 13 | | 14 | | 15 | 16 |
| --- | --- | --- | --- | --- | --- | --- | --- | --- | --- | --- | --- | --- | --- | --- | --- | --- | --- | --- |
| Positie: | 7 | 8 | 11 | 13 | 20 | 26 | 21 | 41 | 27 | 49 | 58 | 60 | 76 | uit | 81 | uit | 92 | |